# Eudistoma clivosum
Eudistoma clivosum is een zakpijpensoort uit de familie van de Polycitoridae. De wetenschappelijke naam van de soort is voor het eerst geldig gepubliceerd in 2010 door Sanamyan, Schories & Sanamyan.